# Révolte païenne de Vata
 (avril 2014).
Si vous disposez d'ouvrages ou d'articles de référence ou si vous connaissez des sites web de qualité traitant du thème abordé ici, merci de compléter l'article en donnant les références utiles à sa vérifiabilité et en les liant à la section « Notes et références ».

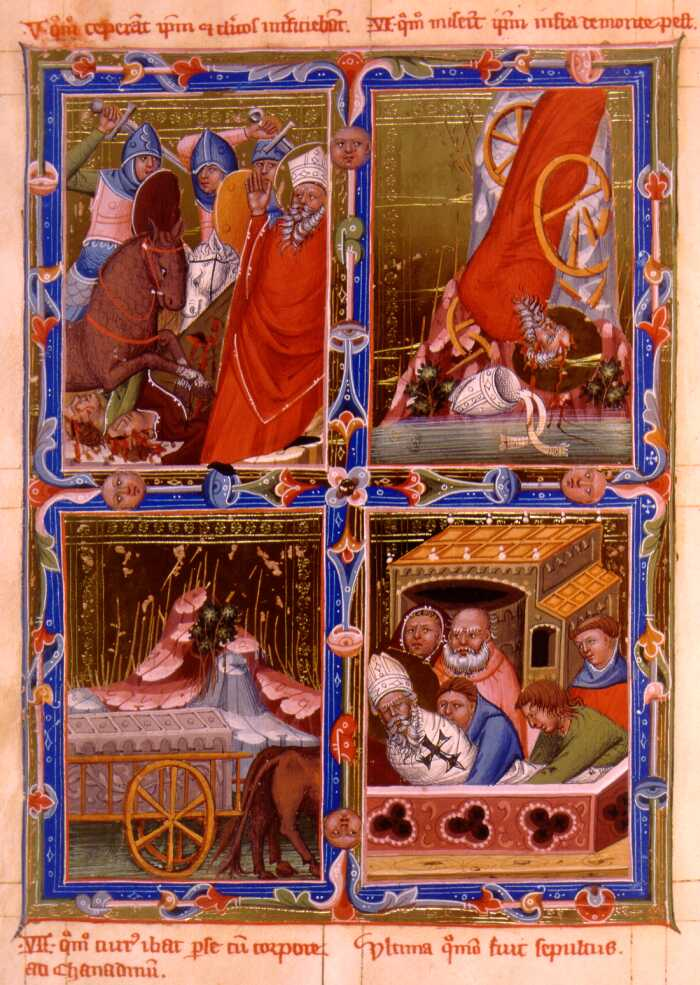
Le massacre de prêtres par les païens et le martyre de saint Gellért tels que dépeints sur une enluminure du Légendaire d'Anjou.

La révolte païenne de Vata fut une révolte hongroise qui entraîna en 1046 la déposition de Pierre Orseolo, déjà restauré deux ans plus tôt grâce à l'aide d'Henri III du Saint-Empire, et la montée sur le trône d'André Ier Árpád. Une autre conséquence marquante de cette révolte fut le martyre de saint Gellért. 

## Contexte
Le christianisme avait été introduit en Hongrie par Étienne Ier au début du XIe siècle. À sa mort en 1038, son neveu Pierre Orseolo, un noble vénitien, lui succéda sur le trône. Ce dernier devint rapidement impopulaire en raison de l'augmentation des impôts, de sa politique étrangère et de son favoritisme envers les étrangers, en particulier les Allemands. Les paysans hongrois, encore en majorité païens, suspectèrent Pierre de vouloir faire entrer la Hongrie dans le giron du Saint-Empire. Des suites d'une rébellion en 1041, le beau-frère d'Étienne Ier s'empara du pouvoir et détrôna Pierre, qui trouva refuge auprès de l'empereur Henri III.
Durant les années qui suivirent, le pouvoir d'Aba se fit fragile, notamment à cause de l'opposition de l'Église qui n'appréciait pas son attachement aux croyances païennes. Avec le soutien des troupes d'Henri III, Pierre Orseolo revint en Hongrie en 1044 à la tête d'une armée et vainquit Aba à la bataille de Ménfő. Pierre fut restauré, mais la Hongrie n'était plus totalement indépendante ; elle devenait un royaume vassal du Saint-Empire. Cependant, le second règne d'Orseolo allait rapidement prendre fin.

## La rébellion
André, Béla et Levente étaient les trois fils de Vazul, un cousin d'Étienne Ier. Durant le règne de Samuel Aba, ils avaient fui le pays de peur d'être tués : Béla s'était réfugié en Pologne et André et Levente à Kiev. En 1046, André et Béla revinrent de leur exil à Újvár (aujourd'hui Abaújvár), en Hongrie. Ils gagnèrent rapidement un fort soutien populaire, particulièrement venant de la population païenne, malgré le fait qu'André soit chrétien (Levente était resté païen). Ainsi, à leur retour, une rébellion débuta, qu'André et Levente soutinrent.
Durant cette révolte, un noble païen du nom de Vata (ou Vatha) prit le contrôle d'un groupe de rebelles qui souhaitait abolir le christianisme en Hongrie et revenir au paganisme. Selon la légende Vata rasa ses cheveux à la façon des païens, conservant trois tresses, et déclara la guerre aux chrétiens. S'ensuivit un massacre de prêtres et de chrétiens commis par les rebelles de Vata.
Pierre aurait alors fui vers Székesfehérvár, où il fut tué par les habitants rebelles, et André, en tant qu'aîné de sa fratrie, se déclara roi. Comme André et Levente se dirigeaient vers la ville de Pest, les évêques Géllert, Bystrík (en), Buldi et Beneta se rassemblèrent pour les accueillir.
À Pest, le 24 septembre, les évêques furent attaqués par les rebelles de Vata, qui commencèrent à les lapider, provoquant la mort de Buldi. Alors que les païens lui jetaient des pierres, Gellért fit le signe de croix à plusieurs reprises, ce qui rendit les païens encore plus furieux. Ainsi, ils l'emmenèrent sur la colline de Kelenhegy, où ils le mirent dans une charrette et le jetèrent du haut d'une falaise, au-dessus des rives du Danube. Bystrík et Beneta réussirent à traverser le fleuve, mais Bystrík fut blessé par les païens avant que les deux ecclésiastiques aient pu être secourus par André et Levente. Seul Beneta survécut.
Gellért fut plus tard canonisé pour son martyre et la colline du haut de laquelle il avait été jeté fut renommée mont Gellért. De nos jours, au centre de Budapest, la colline est surmontée d'un monument sur la falaise où Gellért, maintenant un saint-patron de la Hongrie, mourut.

## Conséquences
La révolte de Vata marqua la dernière principale tentative de stopper la loi chrétienne en Hongrie. André Ier, le nouveau roi, était monté sur le trône grâce à l'aide des païens. Cependant, il ne prévoyait nullement interdire le christianisme dans le royaume ; ainsi, une fois au pouvoir, il s'écarta de Vata et des païens. Toutefois, ces derniers ne furent pas condamnés pour leurs actions. 

## Source
- (en) Cet article est partiellement ou en totalité issu de l’article de Wikipédia en anglais intitulé « Vata pagan uprising » (voir la liste des auteurs).